# 川嶋舟
川嶋 舟（かわしま しゅう、1973年〈昭和48年〉7月26日 - ）は、日本の獣医師、獣医学者。東京農業大学准教授。学位は博士（獣医学）（学位論文「日本在来8馬種の近縁関係に関する研究」 東京大学 博士 (獣医学) 甲第19228号 2004-03-25取得）。『日本食文化会議』幹事。
妻は栗原菜緒。姉は文仁親王妃紀子。義兄は秋篠宮文仁親王。姪は小室眞子、佳子内親王。甥は悠仁親王。父は川嶋辰彦。祖父は川嶋孝彦。祖母は川嶋紀子。川嶋庄一郎、池上四郎は曾祖父。

## 略歴
- 1992年03月 学習院高等科卒業。
- 1998年03月 麻布大学獣医学部獣医学科卒業[4]。
- 2004年03月 東京大学大学院農学生命科学研究科獣医学専攻博士課程修了[5]。
- 2005年10月 - 2014年03月 東京農業大学農学部バイオセラピー学科・講師[5]
- 2014年04月 - 2018年03月 東京農業大学農学部バイオセラピー学科・准教授[5]
- 2018年04月 - 継続中 東京農業大学農学部デザイン農学科・准教授[5]

## 人物
「誰もが自分の価値を許容される社会となる」ことを目指すことを信条とし、ホースセラピーのプログラムの開発、実践および教育研究を行ってきた。「訪問かいこ」（訪問介護の枠組みの中で養蚕を行う）を開発しサポートしてきた。

## 名誉職・役員など
- 『(一般社団法人)日本食文化会議』- 監事[3]。
- 『(一般社団法人)おらがまち』- 「お酒と福祉を醸す日々」プロジェクト起案[6]
- 『(特定非営利法人)ちいさなアリの手』 - 役員[7]（現在は事情により辞任済[8]）
- 『日本ライフサポーター協会』 - 理事[9]
- 『(公益社団法人)日本馬術連盟』 -獣医委員[10]
- 『日本ウェルビーイングホースセラピー&ホースコーチング協会』 - ボードメンバー[11]
- 『日本ウマ科学会』-理事[12]
- 『(公益財団法人)社会貢献支援財団』 - 理事[13]
- 『(認定NPO法人)スローレーベル』 - 監事[14]
- 『(一般社団法人)ピポトピア』 - 監事[15]
- 『株式会社グッドソイルグループ(GSG)』 - 研究アドバイザー[16][17][18]
- 『社会福祉法人年輪』-評議員[19]
- 『(有限会社)三輪車』-アドバイザリーボード・メンバー[20]
- 『沖縄ウェルビーイング推進協議会』 - ボードメンバー[21]
- 『Giveness International Giveness&Co.株式会社』-ボードメンバー[22]

## 研究業績
- 2018-03「ホースセラピーと地域づくり」『公園管理研究』11 72-79,
- 2014-06「ホースセラピーの現状 (特集 馬とはどのような生き物か? : 馬と人の出会いから未来へ)『ビオストーリー---生き物文化誌 : 人と自然の新しい物語』21_56-59,
- 上田毅,物江貞雄,内山秀彦との共著2013-06「東日本大震災におけるコンパニオンホースの被災状況と対応について」『東京農業大学農学集報』58 (1), 1-5,
- 2013-01「東日本大震災と相馬野馬追祭り」『Hippophile』(51) 15-18,
- 相馬武久, 齋藤奈美子, 河口雅登,長田博との共著2011-10「1999-2007年の日本における抗犬ジステンパーウイルスIgM抗体の陽性率」『環境と病気』20 (1-2), 1-6,
- 2011-10「紀子さま弟 被災地復興支援の記」『文芸春秋』89 (12), 348-354,
- 相馬武久, 田原口智士,原元宣との共著2011「わが国のペットショップにおける犬アデノウイルス1型の集団感染」『動物臨床医学』20 (2), 47-51,
- 高橋, 俊一, 朝日香子, 酒井知沙, 寺本清,田原口智士, 原元宣との共著2010-10「Feline calicivirus (FCV) の猫に対する繰り返し継代による性状の変化」『環境と病気』19 (1-2), 8-14,
- 相馬武久,長田博, 石井博との共著2010-10「臨床例における猫コロナウイルスPCRの診断的価値」『環境と病気』19 (1-2), 1-7,
- 颯田, 葉子2009-12「日本在来馬のミトコンドリアDNA多型」『東京農業大学農学集報』54 (3), 211-213,
- 2009-07「日本在来馬の歴史と現状」『ビオストーリー』11 92-106,
- 橋口勉, 高田勝,秋篠宮文仁殿下, 伊藤愼一, 河邊弘太郎2008「中国雲南省西双版納たい族自治州における在来鶏の形態形質の遺伝子構成」『山階鳥類学雑誌』40(1), 43-52,